# ジョニー・バーベイト
ジョニー・エドワード・バーベイト（Johnny Edward Barbato, 1992年7月11日 - ）は、アメリカ合衆国フロリダ州マイアミ出身の元プロ野球選手（投手）。右投右打。

## 経歴

### プロ入りとパドレス傘下時代
2010年のMLBドラフト6巡目（全体184位）でサンディエゴ・パドレスから指名され、プロ入り。
2011年に傘下のA-級ユージーン・エメラルズでプロデビュー。15試合（先発13試合）に登板して1勝4敗、防御率4.89、50奪三振を記録した。
2012年はA級フォートウェイン・ティンキャップスでプレーし、48試合に登板して6勝1敗3セーブ、防御率1.84、84奪三振を記録した。
2013年はA+級レイクエルシノア・ストームでプレーし、49試合（先発7試合）に登板して3勝6敗14セーブ、防御率5.01、89奪三振を記録した。オフにはアリゾナ・フォールリーグに参加し、ピオリア・ハベリーナズに所属した。
2014年はAA級サンアントニオ・ミッションズでプレーし、6月上旬までに27試合に登板して2勝2敗16セーブ、防御率2.87、33奪三振を記録したが、6月10日に右ひじを故障して残りシーズンを全休した。

### ヤンキース時代
2014年12月29日にショーン・ケリーとのトレードで、ニューヨーク・ヤンキースへ移籍した。
2015年は傘下のAA級トレントン・サンダーとAAA級スクラントン・ウィルクスバリ・レイルライダースでプレーし、2球団合計で40試合に登板して6勝2敗3セーブ、防御率2.67、70奪三振を記録した。オフの11月20日にルール・ファイブ・ドラフトでの流出を防ぐために40人枠入りした。
2016年はメジャーの開幕25人枠入りし、4月5日のヒューストン・アストロズとのシーズン開幕戦でメジャーデビュー。この年メジャーでは13試合に登板して1勝2敗、防御率7.62、15奪三振を記録した。
2017年はヤンキースでの登板は無く、4月12日にDFAとなった。

### パイレーツ時代
2017年4月17日に後日発表選手とのトレードで、ピッツバーグ・パイレーツへ移籍した。この年は24試合に登板して0勝1敗、防御率4.08、23奪三振を記録した。
2018年1月4日にDFAとなった。

### タイガース時代
2018年1月11日にウェイバー公示を経てデトロイト・タイガースへ移籍した。この年は7試合に登板して防御率12.15、2奪三振を記録した。9月11日にDFAとなり、13日に40人枠外、オフの11月2日にFAとなった。

### 日本ハム時代
2018年12月20日、NPBの北海道日本ハムファイターズと契約した。
2019年はわずか15試合の登板、2勝2敗1ホールド、防御率5.63の成績にとどまった。同年限りで退団した。

### 日本ハム退団後
2020年1月27日に独立リーグであるアトランティック・リーグのサマセット・ペイトリオッツと契約した。しかしリーグが開催中止となったため、選手の受け皿として期間限定で活動した他の独立リーグでプレーした。
2021年は、北米独立リーグであるアメリカン・アソシエーションのリンカーン・ソルトドッグスと契約した。6月3日にトロント・ブルージェイズとマイナー契約を結んだ。オフの11月7日にFAとなった。
2022年4月21日にアトランティックリーグのハイポイント・ロッカーズと契約したが、登板の機会がないまま、7月24日に現役引退が発表された。

## 投球スタイル
フォーシームにスライダー、カーブのコンビネーションで投げるパワーピッチャー。一番の武器はスライダーであり、右打者には抜群の強さを誇る。

## 詳細情報

### 年度別投手成績
| 年 度    | 球 団    | 登 板 | 先 発 | 完 投 | 完 封 | 無 四 球 | 勝 利 | 敗 戦 | セ 丨 ブ | ホ 丨 ル ド | 勝 率 | 打 者 | 投 球 回 | 被 安 打 | 被 本 塁 打 | 与 四 球 | 敬 遠 | 与 死 球 | 奪 三 振 | 暴 投 | ボ 丨 ク | 失 点 | 自 責 点 | 防 御 率 | W H I P |
| -------- | -------- | ----- | ----- | ----- | ----- | -------- | ----- | ----- | -------- | ----------- | ----- | ----- | -------- | -------- | ----------- | -------- | ----- | -------- | -------- | ----- | -------- | ----- | -------- | -------- | ------- |
| 2016     | NYY      | 13    | 0     | 0     | 0     | 0        | 1     | 2     | 0        | 0           | .333  | 57    | 13.0     | 13       | 2           | 5        | 0     | 2        | 15       | 0     | 0        | 11    | 11       | 7.62     | 1.38    |
| 2017     | PIT      | 24    | 0     | 0     | 0     | 0        | 0     | 1     | 0        | 1           | .000  | 130   | 28.2     | 25       | 4           | 18       | 0     | 2        | 23       | 1     | 0        | 13    | 13       | 4.08     | 1.50    |
| 2018     | DET      | 7     | 0     | 0     | 0     | 0        | 0     | 0     | 0        | 2           | ----  | 36    | 6.2      | 11       | 3           | 5        | 1     | 1        | 2        | 2     | 0        | 9     | 9        | 12.15    | 2.40    |
| 2019     | 日本ハム | 15    | 4     | 0     | 0     | 0        | 2     | 2     | 0        | 1           | .500  | 147   | 32.0     | 35       | 5           | 21       | 1     | 1        | 22       | 1     | 0        | 23    | 20       | 5.63     | 1.75    |
| MLB：3年 | MLB：3年 | 44    | 0     | 0     | 0     | 0        | 1     | 3     | 0        | 3           | .250  | 223   | 48.1     | 49       | 9           | 28       | 1     | 5        | 40       | 3     | 0        | 33    | 33       | 6.14     | 1.59    |
| NPB：1年 | NPB：1年 | 15    | 4     | 0     | 0     | 0        | 2     | 2     | 0        | 1           | .500  | 147   | 32.0     | 35       | 5           | 21       | 1     | 1        | 22       | 1     | 0        | 23    | 20       | 5.63     | 1.75    |

### 記録
NPB投手記録
- 初登板：2019年4月2日、対東北楽天ゴールデンイーグルス1回戦（楽天生命パーク宮城）、4回裏に2番手で救援登板、3回1失点で敗戦投手
- 初勝利・初先発勝利：2019年4月13日、対千葉ロッテマリーンズ2回戦（札幌ドーム）、5回無失点
- 初奪三振：同上、5回表にケニス・バルガスから見逃し三振

### 背番号
- 26（2016年）
- 51（2017年 - 同年途中、2018年）
- 53（2017年途中 - 同年終了）
- 33（2019年）